# Acidia guérini
Acidia guérini är en tvåvingeart som först beskrevs av Robineau-desvoidy 1830.  Acidia guérini ingår i släktet Acidia och familjen borrflugor. Inga underarter finns listade i Catalogue of Life.